# DREAM.10
HEIWA DREAM.10 ウェルター級グランプリ2009 決勝戦（へいわ ドリーム・テン ウェルターきゅうグランプリにせんきゅう けっしょうせん）は、日本の総合格闘技イベント「DREAM」の大会の一つ。2009年7月20日、埼玉県さいたま市中央区のさいたまスーパーアリーナで開催された。

## 大会概要
ウェルター級（-76kg）グランプリのトーナメント準決勝および決勝が行われ、マリウス・ザロムスキーが準決勝で桜井"マッハ"速人、決勝でジェイソン・ハイに連続KO勝ちで優勝を果たし、初代DREAMウェルター級王座に認定された。

## 試合結果
第1試合 ウェルター級グランプリ リザーブマッチ 1R10分、2R5分
○  タレック・サフィジーヌ vs.  池本誠知 ×
2R終了 判定3-0
※サフィジーヌがリザーブ権獲得。
第2試合 ウェルター級グランプリ 準決勝 1R10分、2R5分
○  マリウス・ザロムスキー vs.  桜井"マッハ"速人 ×
1R 4:03 KO（左ハイキック→パウンド）
※ザロムスキーがグランプリ決勝進出。
第3試合 ウェルター級グランプリ 準決勝 1R10分、2R5分
○  ジェイソン・ハイ vs.  アンドレ・ガウヴァオン ×
2R終了 判定2-1
※ハイがグランプリ決勝進出。
第4試合 ライト級ワンマッチ 1R10分、2R5分
○  菊野克紀 vs.  アンドレ・ジダ ×
1R 3:47 TKO（レフェリーストップ：パウンド）
第5試合 ミドル級ワンマッチ 1R10分、2R5分
○  パウロ・フィリオ vs.  メルヴィン・マヌーフ ×
1R 2:36 腕ひしぎ十字固め
第6試合 ミドル級ワンマッチ 1R10分、2R5分
○  ジェシー・テイラー vs.  ユン・ドンシク ×
1R 1:02 ギブアップ（左足首靭帯損傷）
第7試合 ライト級ワンマッチ 1R10分、2R5分
○  青木真也 vs.  ビトー・"シャオリン"・ヒベイロ ×
2R終了 判定3-0
第8試合 ウェルター級グランプリ 決勝 1R10分、2R5分
○  マリウス・ザロムスキー vs.  ジェイソン・ハイ ×
1R 2:22 KO（右ハイキック）
※ザロムスキーがグランプリ優勝。